# Copa Integração de Futebol de 2005
A Copa Integração de 2005 foi a 1ª edição dessa competição brasileira de futebol, que envolvia clubes da região Nordeste do Brasil. Foi uma competição regional que inicialmente, era disputada por clubes que tinham o objetivo de se prepararem para as competições estaduais do ano seguinte. Teve como se primeiro campeão, a equipe do interior do estado de Pernambuco, o Salgueiro Atlético Clube e tendo como vice, o Icasa Esporte Clube do interior do Ceará.

## Participantes
| Equipe                | Cidade            | Estado | Em 2005   | Estádio (mando)    | Capacidade |
| --------------------- | ----------------- | ------ | --------- | ------------------ | ---------- |
| Atlético Cajazeirense | Cajazeiras        | PB     | Estreante | Perpetão           | 15 000     |
| Icasa                 | Juazeiro do Norte | CE     | Estreante | Romeirão           | 16 000     |
| Salgueiro             | Salgueiro-PE      | PE     | Estreante | Cornélio de Barros | 12 070     |
| Sousa                 | Sousa-PB          | PB     | Estreante | Marizão            | 9 500      |

## Premiação
| Copa Integração de 2005       |
| Salgueiro                     |
| ----------------------------- |
| Salgueiro Campeão (1º título) |